# Sonae Indústria
Sonae Indústria est une entreprise portugaise. Présente dans cinq pays sur trois continents, Sonae Indústria propose une large gamme de produits, du simple panneau au système de construction complet, ainsi qu'une vaste gamme de produits à base de bois et de matériaux pour l'ameublement, la construction et la décoration.

## Histoire
En 1998, Isoroy devient la filiale française du groupe portugais Sonae Indústria, lorsque celui-ci acquiert l’entreprise allemande Glunz.
En 2000, en raison de la spécificité du panneau contreplaqué, la société Plysorol est créée pour regrouper cette activité. Plysorol devient ensuite une filiale de Sonae Capital avant d'être rachetée en 2009 par Shandong Longsheng Import & Export Corp. et Honest Timber Gabon.
En 2006, l'usine Darbo à Linxe est entrée dans le groupe via la filiale espagnole Tafisa. En juin 2006, la Commission européenne autorise le regroupement des activités de Sonia Indústria avec celles de Tarkett dans le domaine des sols stratifiés sur les marchés allemand et luxembourgeois.
En février 2009, Sonae Indústria a pris la décision de fermer les sites Isoroy de Chamouilley (Saint-Dizier) et Châtellerault. Ces sites produisaient respectivement du MDF pour Chamouilley et de l'OSB pour Châtellerault.
Début juillet 2015, Sonae Indústria annonce la vente de l’usine Darbo SAS basée à Linxe (France),  à une filiale du groupe d’investissement germano-suisse GRAMAX CAPITAL. En mai 2016, Sonae Indústria s'associe à l'entreprise chilienne Arauco pour créer la société Sonae Arauco spécialisée dans le développement de leurs activités en Europe et Afrique du Sud.
En février 2019, Sonia Indústria lance Surforma, une marque innovante de pièces laminées à destination des industries aéronautique et automobile. En mars 2019, Sonae Indústria, à travers sa filiale Sonae Arauco co-détenue par Arauco, annonce des investissements de $77 millions pour augmenter la capacité de ses usines de production.

## Activités
Sonae Indústria est la branche industrielle du groupe Sonae. 